# Aristotelia (mot)
Aristotelia is een geslacht van vlinders uit de familie van de tastermotten (Gelechiidae). De wetenschappelijke naam is voor het eerst geldig gepubliceerd in 1825 door Jacob Hübner.
De meest voorkomende soort in België is de heidepistoolmot Aristotelia ericinella. Deze komt ook voor in heidegebieden in Nederland. Andere, meer zeldzame soorten die in België zijn waargenomen zijn:
- Aristotelia decurtella
- Aristotelia subdecurtella
- Aristotelia brizella (kwelderpistoolmot).

Merk op dat er ook een plantengeslacht met dezelfde naam bestaat.

## Soorten
- A. achyrobathra Meyrick, 1933
- A. adceanotha Keifer, 1935
- A. adenostomae Keifer, 1933
- A. amelanchierella Braun, 1925
- A. aphiltra Meyrick, 1917
- A. aphromorpha Meyrick, 1923
- A. aquosa Meyrick, 1925
- A. argentifera Busck, 1903
- A. argodecta Meyrick, 1918
- A. argyractis Meyrick, 1923
- A. articulata Meyrick, 1918
- A. avanica Piskunov & Emelyanov, 1982
- A. balanocentra Meyrick, 1914
- A. baltica A. Sulcs & I. Sulcs, 1983
- A. benedenii (Weyenbergh, 1873)
- A. bifasciella Busck, 1903
- A. brizella

Kwelderpistoolmot (Treitschke, 1833)
- A. brochodesma Meyrick, 1908
- A. calastomella (Christoph, 1873)
- A. calculatrix Meyrick, 1923
- A. calens Meyrick, 1923
- A. callirrhoda Meyrick, 1923
- A. callyntrophora Rebel, 1899
- A. campicolella (Mann, 1857)
- A. citrocosma Meyrick, 1908
- A. coarctatella (Zeller, 1877)
- A. coeruleopictella (Caradja, 1920)
- A. comis Meyrick, 1913
- A. condensata Meyrick, 1928
- A. corallina Walsingham, 1909
- A. cosmographa Meyrick, 1917
- A. cynthia Meyrick, 1917
- A. cytheraea Meyrick, 1917
- A. chlorographa Meyrick, 1914
- A. dasypoda Walsingham, 1910
- A. decoratella (Staudinger, 1879)
- A. decurtella (Hübner, 1813)
- A. devexella Braun, 1925
- A. diolcella Forbes, 1931
- A. diversa Janse, 1950
- A. dryonota Meyrick, 1926
- A. elachistella (Zeller, 1877)
- A. eldorada Keifer, 1936
- A. elegantella (Chambers, 1874)
- A. epimetalla Meyrick, 1904
- A. ericinella

Heidepistoolmot (Zeller, 1839)
- A. erycina Meyrick, 1917
- A. eumeris Meyrick, 1923
- A. eupatoriella Busck, 1934
- A. euprepella Zerny, 1934
- A. flavicapitella (Chrétien, 1916)
- A. frankeniae Walsingham, 1898
- A. fungivorella (Clemens, 1864)
- A. galeotis Meyrick, 1908
- A. heliacella (Herrich-Schäffer, 1854)
- A. hexacopa Meyrick, 1929
- A. hieroglyphica Walsingham, 1909
- A. howardi Walsingham, 1909
- A. interstratella (Christoph, 1873)
- A. iomarmara (Meyrick, 1921)
- A. iospora (Meyrick, 1929)
- A. isopelta (Meyrick, 1929)
- A. ivae (Busck, 1900)
- A. leonhardi Krone, 1907
- A. lespedezae (Braun, 1930)
- A. leucophanta Meyrick, 1908
- A. lignicolora (Forbes, 1931)
- A. lindanella (Barnes & Busck, 1920)
- A. melanaphra Meyrick, 1923
- A. mesoxysta Meyrick, 1913
- A. mirabilis (Christoph, 1888)

- A. mirandella (Chrétien, 1908)
- A. modulatrix Meyrick, 1938
- A. molestella (Zeller, 1873)
- A. monilella Barnes & Busck, 1920
- A. montarcella A. Schmidt, 1941
- A. naxia Meyrick, 1926
- A. nigrobasiella Clarke, 1932
- A. notatella Dyar, 1904
- A. ochreella (Rebel, 1927)
- A. ochroxysta Meyrick, 1929
- A. oribatis Meyrick, 1917
- A. ouedella (Chrétien, 1908)
- A. pachnopis Meyrick, 1939
- A. palamota Meyrick, 1926
- A. palpialbella (Chambers, 1875)
- A. pancaliella Staudinger, 1871
- A. parephoria (Clarke, 1951)
- A. paterata Meyrick, 1914
- A. penicillata Walsingham, 1897
- A. perfossa Meyrick, 1917
- A. perplexa Clarke, 1951
- A. physaliella (Chambers, 1872)
- A. planitia Braun, 1925
- A. primipilana Meyrick, 1923
- A. probolopis Meyrick, 1923
- A. psoraleae Braun, 1930
- A. ptilastis Meyrick, 1909
- A. pulvera Braun, 1923
- A. pullusella (Chambers, 1874)
- A. pyrodercia Walsingham, 1910
- A. resinosa Meyrick, 1918
- A. rhamnina Keifer, 1933
- A. rhoisella Busck, 1934
- A. roseosuffusella (Clemens, 1860)
- A. rubidella (Clemens, 1860)
- A. rufinotella (Chrétien, 1922)
- A. salicifungiella (Clemens, 1864)
- A. sarcodes Walsingham, 1910
- A. sardicolella (Schawerda, 1936)
- A. saturnina Meyrick, 1917
- A. schematias Meyrick, 1911
- A. schistopa Diakonoff, 1954
- A. sinaica (Frauenfeld, 1859)
- A. sphenomorpha Meyrick, 1930
- A. squamigera Walsingham, 1909
- A. staticella (Millière, 1876)
- A. subdecurtella

Pistoolmot Stainton, 1859
- A. subericinella (Duponchel, 1843)
- A. subrosea Meyrick, 1914
- A. swierstrae Janse, 1950
- A. thalamitis Meyrick, 1908
- A. transfilata Meyrick, 1927
- A. trematias Meyrick, 1913
- A. triclasma Diakonoff, 1954
- A. trossulella Walsingham, 1897
- A. urbaurea Keifer, 1933
- A. vagabundella Forbes, 1931
- A. vicana Meyrick, 1917
- A. zetetica Meyrick, 1934